# Kiss Me (album Park Jin-young)
Kiss Me è il quinto album in studio del cantautore sudcoreano J.Y. Park, pubblicato nel 1998 dall'etichetta Samsung Music Hub. L'album segna una delle prime incursioni significative dell'artista nel mercato del k-pop contemporaneo, mescolando influenze di R&B e dance pop.

## Descrizione
Kiss Me comprende dieci tracce, tra cui alcune delle più note canzoni di J.Y. Park degli anni '90. L'album ha consolidato la reputazione di J.Y. Park non solo come interprete, ma anche come produttore musicale, grazie alla sua capacità di fondere diversi generi e creare brani accattivanti.
Il singolo principale, la title track "Kiss Me", è una ballata pop dal tono romantico, accompagnata da una melodia morbida e accattivante. Altre canzoni degne di nota includono "왜" ("Perché"), che esplora temi di rimpianto e perdita, e "말을 해줘" ("Dimmi"), caratterizzata da ritmi dance.

## Accoglienza
L'album ha ricevuto un'accoglienza positiva dalla critica, con particolare apprezzamento per la produzione e la capacità di J.Y. Park di evolversi musicalmente. Anche le vendite si sono dimostrate solide, contribuendo alla crescente popolarità dell'artista in Corea del Sud.

## Tracce
1. 왜 - 3:32
2. Kiss Me - 3:49
3. 말을 해줘 - 3:22
4. 헤어지면서 - 4:05
5. 안돼란 말은 안돼 - 3:48
6. 회상 - 4:22
7. 떠나서 - 2:54
8. 내게 날아와 - 3:18
9. 눈이 올때마다 - 3:53
10. 재회 feat. Im Jae-beom - 4:13[2]

## Produzione
- Produttore: J.Y. Park
- Etichetta: Samsung Music Hub